# Vintersbo herrgård
Vintersbo herrgård är en herrgård i Norrköpings kommun.
Nuvarande huvudbyggnad uppfördes 1870 av Slottsherren Greve Nils Samuel von Koch som då var ägare till Gottenvik. Han var god vän med en fransk arkitekt som ombads bygga ett ”franskt minislott” där källaren i byggnaden utgör resterna av det torn som Lars Vinter lät bygga. Byggnadsstilen representerar nyrenässans.
1920 styckades Vintersbo Herrgård av och såldes till Norrköpings stad och blev ett behandlingshem för alkoholister. I mitten av 1900-talet avvecklades vårdverksamheten och herrgården har sedan dess varit i privat ägo.